# Llocnou de la Corona
Llocnou de la Corona är en kommun i Spanien.   Den ligger i provinsen Província de València och regionen Valencia, i den östra delen av landet, 300 km öster om huvudstaden Madrid. Antalet invånare är 165. Llocnou de la Corona gränsar till Alfafar och Sedaví. 
Terrängen i Llocnou de la Corona är mycket platt.